# The Brides of Dracula
The Brides of Dracula is een Britse horrorfilm uit 1960, geproduceerd door Hammer Film Productions. De regie was in handen van Terence Fisher. De hoofdrollen werden vertolkt door Peter Cushing, Yvonne Monlaur, Edward Percy en Jimmy Sangster.
De film is het vervolg op Dracula uit 1958. Dracula zelf komt niet voor in de film en wordt slechts tweemaal genoemd.

## Verhaal
Marianne Danielle, een jonge lerares, wordt terwijl ze op weg is naar haar nieuwe baan in Transsylvanië door haar koetsier achtergelaten in een dorp. In de lokale herberg ontmoet ze barones Meinster, die Marianne aanbiedt de nacht in haar kasteel door te brengen. Tegen het advies van de dorpelingen in neemt ze het aanbod aan.
In het kasteel ziet Marianne de knappe zoon van de barones. Volgens de barones is hij gestoord, en moet te allen tijde vast worden gehouden (zijn been is vastgeketend). Wanneer Marianne hem in het geheim opzoekt, beweert hij dat zijn moeder al zijn land heeft gestolen. Hij smeekt Marianne om hulp. Ze stemt toe, steelt de sleutel van de boeien uit de kamer van de barones, en bevrijdt de baron. Wanneer de barones dit ontdekt, vlucht ze in paniek weg. Even later toont een dienares genaamd Greta Marianne het lichaam van de barones, dat levenloos op de grond ligt met bijtwonden in de nek. Marianne vlucht het kasteel uit.
Ze wordt uitgeput gevonden door Dr. Van Helsing. Ze kan zich niet alles meer herinneren van wat er in het kasteel is gebeurd. Van Helsing vraagt haar naar ondoden en vampiers, maar deze woorden zeggen haar niets. Hij geeft haar een lift naar de school waar ze zal gaan werken.
Wanneer Van Helsing het dorp bereikt, ontdekt hij dat er een begrafenis gaande is. Er is een jong meisje dood gevonden in het bos met verwondingen aan haar nek. Van Helsing zoekt contact met Vader Stepnik, die een expert op het gebied van vampiers blijkt te zijn. Die nacht zien Stepnik en Van Helsing hoe Baron Meinsters eerste slachtoffer uit haar graf herrijst als vampier. Van Helsing gaat naar het kasteel, en ontdekt daar dat de barones ook een vampier is geworden. Hij doodt haar met een staak.
De baron bezoekt ondertussen Marianne en vraagt haar ten huwelijk Ze accepteert, tot jaloezie van haar kamergenote Gina. Wanneer Gina even alleen is, bijt de baron haar. De volgende dag ontdekt Van Helsing het lichaam van Gina, en laat haar lijk continu bewaken. Die avond herrijst Gina als vampier, en vertelt Mina dat de Baron zich schuilhoudt in een oude molen.
Van Helsing kan niet voorkomen dat Gina ontsnapt. Marianne wil nog altijd niet geloven dat de baron een vampier is, maar ze vertelt Van Helsing wel over de molen. In de molen wordt Van Helsing geconfronteerd met Meinsters twee bruiden en Greta, die nog steeds een mens is en derhalve immuun voor het kruisbeeld dat Van Helsing bij zich draagt. Greta komt om wanneer ze in een put valt, maar het kruisbeeld gaat hierbij verloren. De baron arriveert, bijt Van Helsing, en laat hem aan zijn lot over.
Wanneer Van Helsing bijkomt, brandt hij de vampierbeet weg met een roodgloeiende staaf en wast de wond met wijwater. Zo voorkomt hij dat hij zelf een vampier wordt.
Baron Meinster gaat terug naar Marianne en dwingt haar mee te komen naar de oude molen. Van Helsing wacht de baron op, en gooit wijwater in zijn gezicht. Vervolgens vernietigt Van Helsing de baron met de schaduw van een groot kruisbeeld. Zijn bruiden komen om wanneer de molen in brand vliegt.

## Rolverdeling
| Acteur            | Personage          |
| ----------------- | ------------------ |
| Peter Cushing     | Doctor Van Helsing |
| Martita Hunt      | Baroness Meinster  |
| Freda Jackson     | Greta              |
| Yvonne Monlaur    | Marianne Danielle  |
| David Peel        | Baron Meinster     |
| Miles Malleson    | Dr. Tobler         |
| Henry Oscar       | Herr Lang          |
| Mona Washbourne   | Frau Lang          |
| Victor Brooks     | Hans               |
| Michael Ripper    | Koetsier           |
| Andree Melly      | Gina               |
| Fred Johnson      | Cure               |
| Norman Pierce     | Landheer           |
| Vera Cook         | Vrouw van landheer |
| Marie Devereux    | Dorpsmeisje        |
| Michael Mulcaster | Latour             |
| Henry Scott       | Severin            |

## Achtergrond
De opnames van de film begonnen op 16 januari 1960 in Bray Studios. Hier werden alle binnenscènes opgenomen. De buitenscènes werden opgenomen vlak bij Black Park en Oakley Court.
Aanvankelijk was het de bedoeling dat de vampiers aan het eind van de film zouden worden vernietigd door een zwerm vleermuizen, maar Peter Cushing vond dat niet passen bij het personage van Van Helsing. Drie jaar later werd deze plot alsnog gebruikt in Kiss of the Vampire. Dean Owen schreef in 1960 een paperbackroman van de film, die uitgegeven werd door Monarch Books. In dit boek wordt het oorspronkelijk geplande einde met de vleermuizen wel gebruikt.